# She Said She Said
She Said She Said è un brano musicale dei Beatles contenuto nell'album Revolver del 1966.

## Il brano

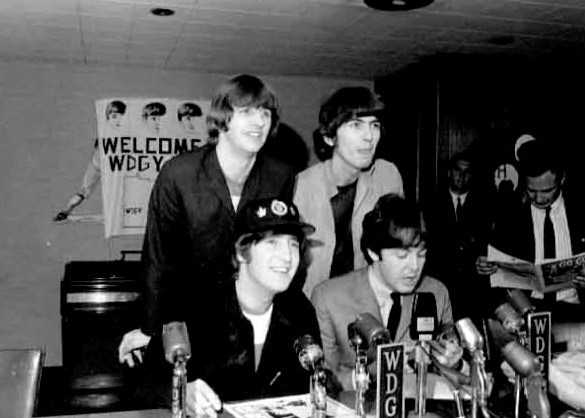
I Beatles in conferenza stampa durante il tour negli Stati Uniti del 1965.

John Lennon, che ne è il principale autore, descrisse il brano come "una canzone acida" dal testo ispirato ai commenti fatti dall'attore Peter Fonda durante un festino a base di LSD svoltosi nel 1965 insieme ai Beatles.

### Composizione
Nel tardo agosto del 1965, Brian Epstein affittò una casa al numero 2850 di Benedict Canyon Drive a Beverly Hills, in California, per la pausa di 6 giorni di cui potevano usufruire i Beatles durante il loro tour negli Stati Uniti. Lì i Beatles invitarono qualche amica come le attrici Eleanor Bron (che aveva recitato con loro nel film Help!), Peggy Lipton e la folksinger Joan Baez. Il 24 agosto arrivarono anche i Byrds al completo (Roger McGuinn, David Crosby, Gene Clark, Chris Hillman e Michael Clarke) e l'attore Peter Fonda, con il quale i Beatles (tranne Paul McCartney) presero l'LSD.
Circa l'episodio Fonda raccontò alla rivista Rolling Stone:
Ebbi il privilegio di assistere mentre tutti e quattro i Beatles cantavano, suonavano e discutevano su cosa avrebbero composto. Erano così entusiasti, così pieni di gioia. John era il più spiritoso e il più arguto di tutti. Mi divertivo anche solo nel sentirlo parlare e non c'era pretenziosità nelle sue parole. Semplicemente si sedette, esponendo la sua poesia e il suo pensiero – una mente incredibile.»
Durante il periodo passato dentro la vasca nel bagno padronale, Fonda raccontò che da piccolo si sparò per sbaglio nello stomaco e per poco non morì, scrivendo in seguito che stava cercando di consolare un afflitto George Harrison (che affermava di essere terrorizzato dall'idea di morire). Fonda disse che sapeva cosa si provasse ad essere morti. Lennon sbottò: «Senti amico, stai zitto e smettila con questi discorsi!» e, quando Fonda provò a replicare, Lennon disse: «Mi stai facendo sentire come se non fossi mai nato». Lennon spiegò in seguito: «Non volevamo stare a sentire quelle cose! Eravamo in acido, il sole splendeva e le ragazze ballavano ed era tutto molto bello e anni sessanta. E questo tizio - che davvero non sapevo chi fosse, non aveva ancora fatto Easy Rider o qualcos'altro di famoso - continuava a starmi addosso, portando occhiali da sole sfumati, dicendomi "So cosa vuol dire essere morti" e così lo lasciammo da solo andandocene via perché era così noioso. È stato spaventoso, quando stai viaggiando ad alta quota sentirsi dire quelle cose. Non voglio saperne niente. Non voglio sapere come ci si senta ad essere morti!...»

### Registrazione
La canzone fu l'ultima ad essere registrata durante le sessioni in studio per l'album Revolver e venne aggiunta al disco solo in seguito, dopo che ci si era accorti che esso durava troppo poco. Ci vollero nove ore per ultimare la canzone, completa delle sovraincisioni di chitarra elettrica molto "psichedelica". Alla fine Lennon decise di cambiare la terza personale singolare del titolo da maschile (He) a femminile (She) perché suonava meglio foneticamente e per non rendere troppo evidente il riferimento a Fonda.
Paul McCartney, nonostante come da consuetudine venga indicato come autore della canzone insieme a Lennon, non compare nella traccia: il basso venne suonato da Harrison. McCartney ricordò: «Non ne sono sicuro, ma penso che sia una delle poche canzoni dei Beatles alla quale io non abbia partecipato in alcun modo».

## Formazione
- John Lennon: voce solista e armonie vocali, chitarra ritmica, organo Hammond, Vox Continental
- George Harrison: chitarra solista, basso, cori
- Ringo Starr: batteria

## Cover
- I Lone Star nel 1976 sul loro omonimo album.
- I The Chords sul loro album di debutto So Far Away.
- I Yeah Yeah Noh nel 1985 sul loro album Cutting the Heavenly Lawn of Greatness...Last Rites for the God of Love.
- I Ween nel 1987 sull'album Axis: Bold as Boognish.
- I Matthew Sweet ne registrarono una versione dal vivo che apparve sull'album compilation Born to Choose del 1993.
- I Gov't Mule suonarono una versione live del brano in medley con Tomorrow Never Knows sul loro album del 1998 Dose.
- I Snake River Conspiracy sull'EP Vulcan nel 1999.
- I The Black Keys nel 2002 sul loro primo album The Big Come Up.
- Mark Mulcahy ha registrato una versione live di She Said She Said per l'uscita inglese del CD Mojo: Revolver Reloaded, pubblicato nel luglio 2006.
- I Vickers hanno registrato in studio una versione psych pop di She Said She Said per l'anniversario della morte di John Lennon, pubblicata on line l'8 dicembre 2012[12].